# Lisa Tetzner

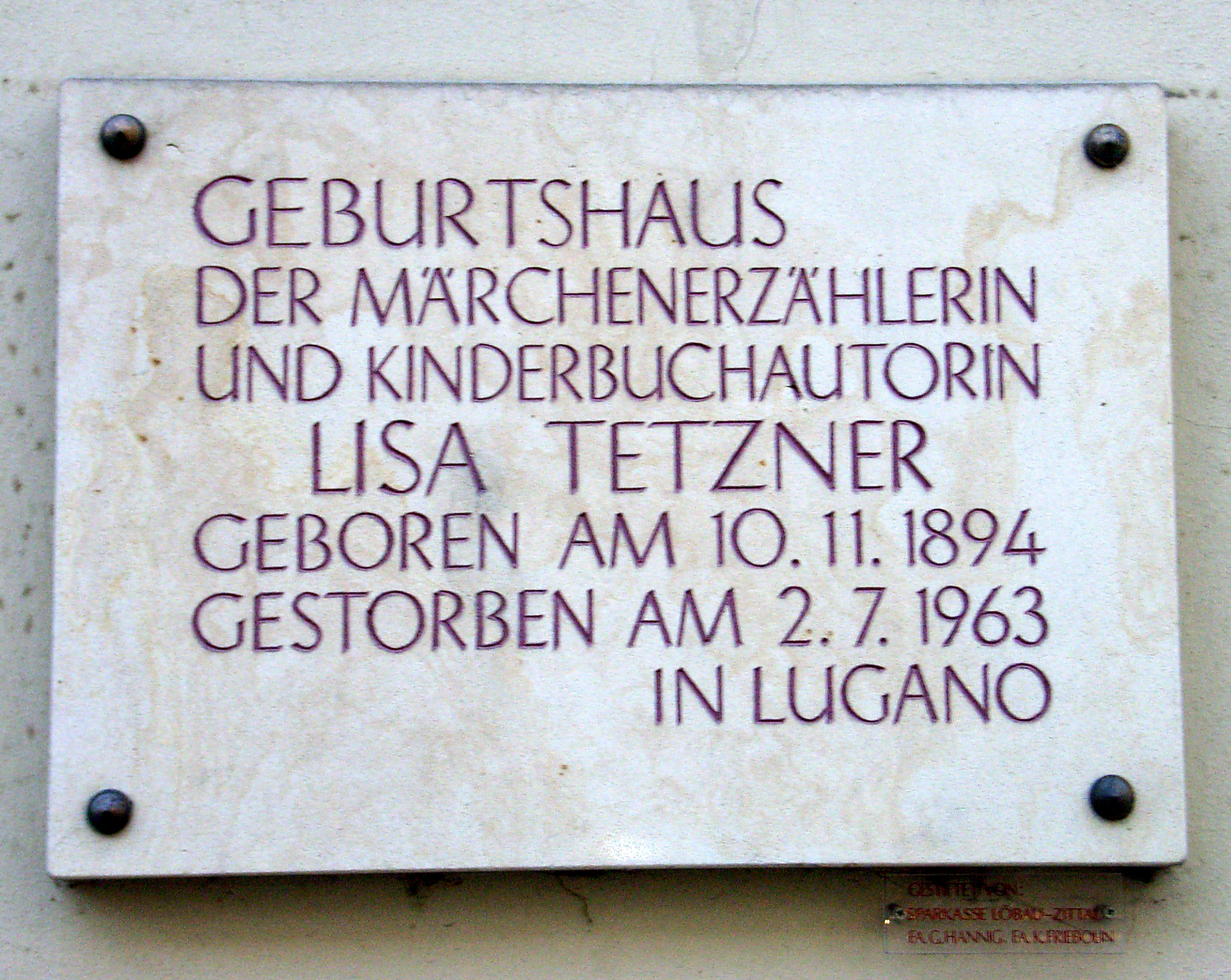
plaquette op geboortehuis

Lisa Tetzner (Zittau, 10 november 1894 - Carona, 2 juli 1963) was een Duitse jeugdschrijfster en vertaalster. Ze werd lid van de Duitse Jeugdbeweging en volgde lessen aan de toneelschool van Max Reinhardt, die gegeven werden door Ernst Milan. Door hem raakte ze geïnteresseerd in volkssprookjes. Nadat ze de uitgever Eugen Diederichs in 1917 had leren kennen begon ze als sprookjesvertelster door Duitsland te trekken. Haar eerste boek, Vom Märchenerzählen im Volke, verscheen bij Diederichs in 1921. Er volgden nog tientallen jeugdboeken en sprookjesverzamelingen. 
Tetzner trouwde in 1924 met de uitgever en schrijver Kurt Kläber (1897-1959), die onder de naam Kurt Held zelf ook jeugdboeken zou gaan schrijven. Omdat hij een functie had in de Duitse communistische partij, moest het echtpaar na de machtsovername in 1933 in ballingschap gaan. Zij vestigden zich in Zwitserland, waar ook Kläber na een psychische crisis kinderboeken ging schrijven – onder pseudoniem, omdat hij naar de Zwitserse exil-voorwaarden niet mocht publiceren. Zijn boeken hadden evenveel succes als die van Lisa Tetzner, en ook schreven ze samen het boek Levende bezems. De eerste Duitstalige uitgave was in 1941 en het boek is in veel landen bekend geworden.
In 1948 slaagde het echtpaar erin het Zwitserse staatsburgerschap te verkrijgen. Gedurende de jaren vijftig hield Tetzner zich veel bezig met vertalen en met de bevordering van het vertalen van fantastische kinderliteratuur in het Duits, zoals Pippi Langkous. In 1957 vertaalde zij het eerste Narnia-boek van C.S. Lewis in het Duits.

## In het Nederlands vertaalde werken
- 1926 't Sprookje van de dikke vette pannekoek (Lecturis)
- 1934 De voetbal (Van Goor)
- 1947 Erwin en Paul, de geschiedenis van een vriendschap (Van Ditmar)
- 1947 Erwin gaat naar Zweden (Van Ditmar)
- 1947 Het zwervende schip (Van Ditmar / 2e druk 1955)
- 1947 De kinderen van het eiland (Van Ditmar / 2e druk 1952)
- 1947 Mirjam in Amerika (Van Ditmar)
- 1947 "Was Paul schuldig?" (Van Ditmar)
- 1947 Toen Erwin terugkwam (Van Ditmar)
- 1949 Het gemaskerde bal (Van Ditmar)
- 1950 Levende bezems (Ploegsma / 9e druk 2003), vertaling van Die schwarzen Brüder (1941)
- 1951 Levende Bezems deel 1: De man met het litteken (Ploegsma)
- 1951 Levende Bezems deel 2: De verkochte jongens (Ploegsma)
- 1951 Levende Bezems deel 3: Het verbond der zwartgezichten (Ploegsma)
- 1951 Levende Bezems deel 4: Het huis op de heuvel (Ploegsma)
- 1951 Het geheim van Alfredo (Wereldbibliotheek)
- 1951 De nieuwe bond (Van Ditmar)
- 1952 Wat er aan het meer gebeurde... (Ploegsma)
- 1953 De reis naar Ostende (Ploegsma)
- 1954 Zwarte parels. Sprookjes van de andere kant der aarde (Ploegsma)
- 1956 Sprookjesboek (Van Hoeve)
- 1956 Soe en Agaleia (Ten Brink)
- 1956 De kleine Soe uit Afrika (Ten Brink)
- 1958 Het meisje in de glazen koets (Ploegsma)
- 1960 Als ik knap was dan... (Reinalda)